# Sacha Ausems
S.C.A.M. (Sacha) Ausems  (Goirle, ca. 1970) is een Nederlandse bestuurder. Zij is partijloos. Sinds 8 juli 2021 is zij burgemeester van Waalwijk.

## Biografie

### Maatschappelijke loopbaan
Ausems was vijftien jaar werkzaam als bestuurder bij diverse grote zorginstellingen, waarvan van 1 januari 2020 tot 1 maart 2021 directeur-bestuurder ad interim voor Stichting Sint Jozefoord. Daarnaast was zij directeur en sociaal ondernemer van Awesome2care. Daarvoor was zij werkzaam als CEO van Humankind kinderopvang en -ontwikkeling (voorheen Stichting Kinderopvang Humanitas), directeur intramurale zorg bij Thebe, directeur healthcare bij IG&H en programma manager acute zorg in het Amphia Ziekenhuis. 
De eerste 14 jaar van haar carrière was zij werkzaam in het (internationale) bedrijfsleven bij PostNL en KPMG. 
Naast het burgemeesterschap is zij toezichthouder bij Kraamzorg De Waarden (voorzitter) en Karakter kinder- en jeugdpsychiatrie.

### Burgemeester van Waalwijk
Ausems werd op 17 mei 2021 door de gemeenteraad van Waalwijk voorgedragen als nieuwe burgemeester. Op 21 juni van dat jaar werd bekend dat de minister van Binnenlandse Zaken en Koninkrijksrelaties heeft besloten haar voor te dragen voor benoeming bij koninklijk besluit met ingang van 8 juli van dat jaar. Op die dag vond ook de installatie plaats en werd zij beëdigd door Ina Adema, de commissaris van de Koning in Noord-Brabant. Na de Provinciale Statenverkiezingen van 2023 werd Ausems gevraagd door de BoerBurgerBeweging (BBB) om te verkennen voor een coalitie in Noord-Brabant.

### Privéleven
Ausems is geboren in Goirle en woonde de eerste jaren van haar leven in Tilburg. Ze heeft een partner en twee zoons en was tot het burgemeesterschap woonachtig in Berkel-Enschot. Daarnaast maken de zoon en twee dochters van haar partner deel uit van het gezin.